# Felix (Espagne)
Pour les articles homonymes, voir Félix.
Felix est une commune du sud-est de l'Espagne, dans la province d'Almería, communauté autonome d'Andalousie.

## Géographie

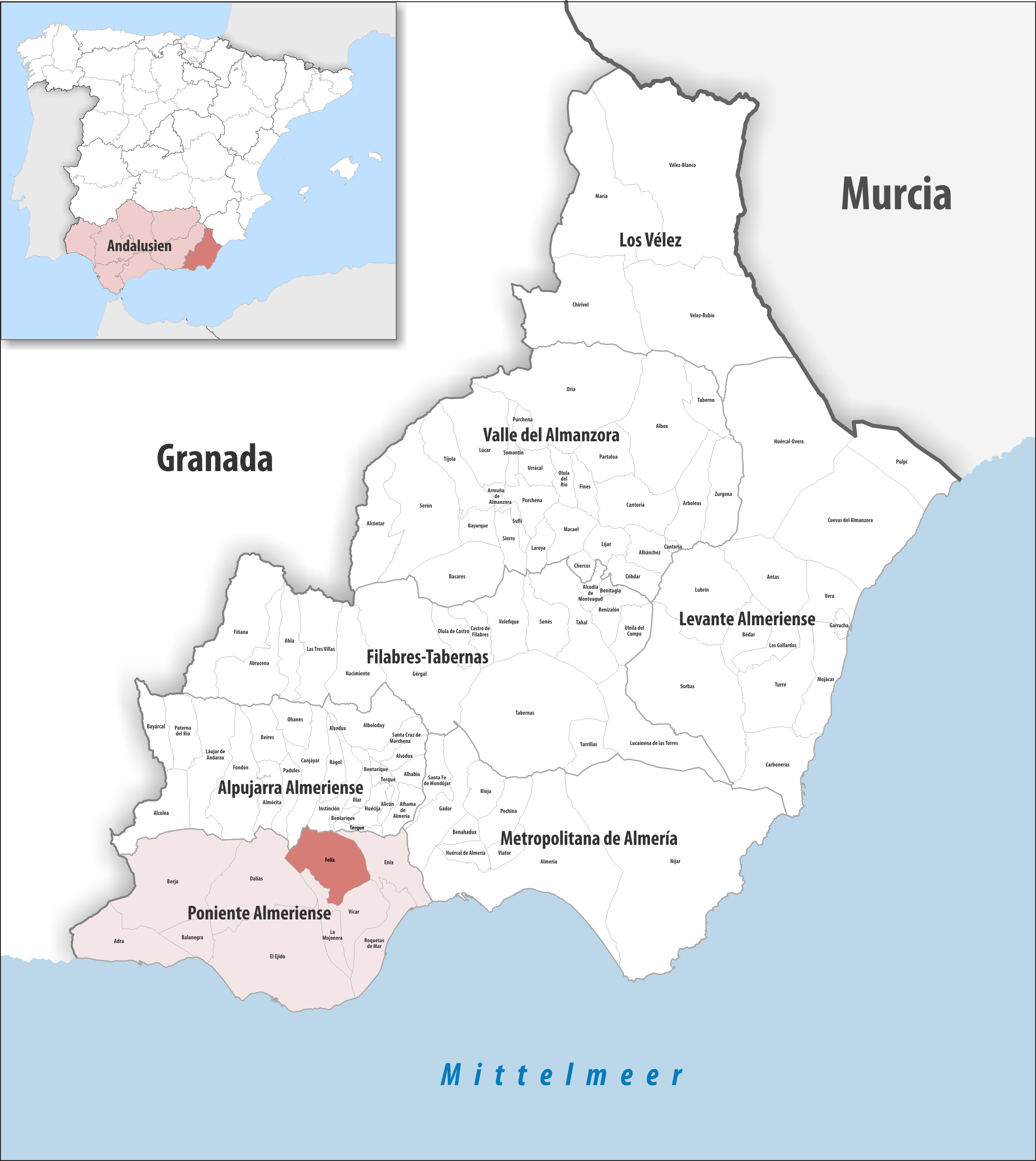
Felix dans la comarque Poniente almeriense, province d'Almería / en Andalousie

### Localisation
La commune de Felix se trouve au sud-sud-est de l'Espagne, dans le sud-ouest de la province d'Almería et vers le nord-est de la comarque Poniente almeriense.
Almería est à 30 km est ;
Madrid à 566 km nord ;
Malaga à 199 km ouest ;
Gibraltar à 337 km ouest-sud-ouest (distances par route).

### Communes voisines
Felix jouxte Bentarique et Terque seulement par un quintipoint ; ce point est aussi l'endroit où se trouve la mare de la Chanata (es), petit espace humide protégé partagé entre Bentarique, Terque, Enix, Felix et Instinción.

## Administration
| Période                                  | Période | Identité | Étiquette | Qualité |
| ---------------------------------------- | ------- | -------- | --------- | ------- |
| N/A                                      | N/A     | N/A      | N/A       | Maire   |
| Les données manquantes sont à compléter. |         |          |           |         |

## Économie
Vin de pays Ribera del Andarax
Elle fait partie de la zone couverte par l'appellation « vin de pays » (es) (Vino de la Tierra) Ribera del Andarax (es),
une indication géographique réglementée en 2003. 21 communes en font partie, toutes dans la province d'Almería : 
Alboloduy, 
Alhabia, 
Alhama de Almería, 
Alicún, 
Almócita, 
Alsodux, 
Beires,
Bentarique, 
Canjáyar, 
Enix, 
Felix, 
Gérgal, 
Huécija,
Illar, 
Instinción, 
Nacimiento, 
Ohanes, 
Padules,
Rágol, 
Santa Cruz de Marchena,
Terque.